# Prince of Fire
Prince of Fire (Portugal: Príncipe de Fogo) é o título de um livro de ficção sobre espionagem do escritor estadunidense Daniel Silva, publicado pela primeira vez no ano de 2005.  
Em Portugal, foi editado em 2006, com tradução de Maria João Freire de Andrade, pela Bertrand Editora.